# イオノプシス・ウトリキュラリオイデス

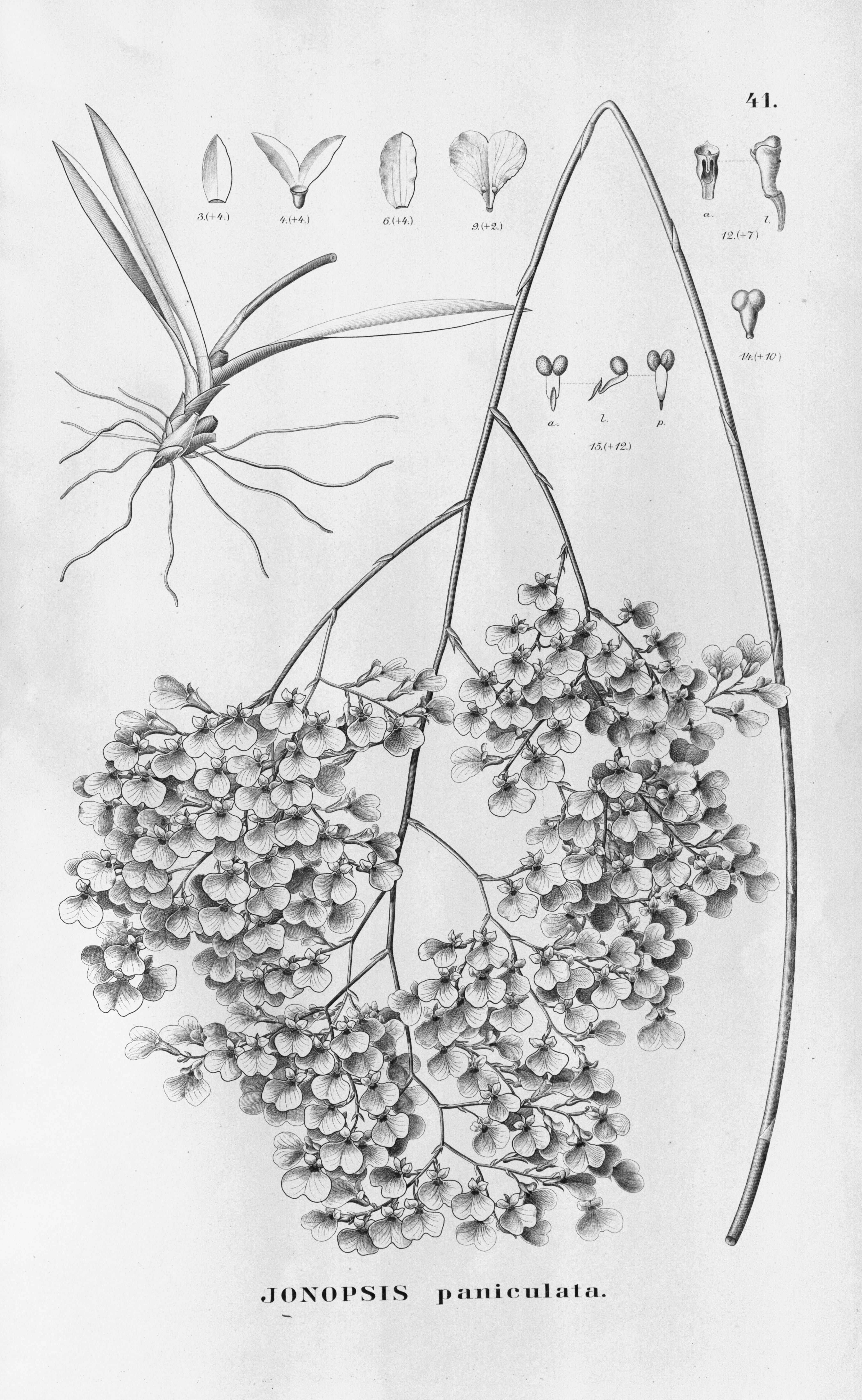
図版

イオノプシス・ウトリキュラリオイデス Ionopsis utricularioides はラン科植物の1種。オンシジウムに似て、唇弁だけが大きく広がった花を着ける。

## 特徴
着生植物で常緑の多年草。偽球茎は楕円形でやや扁平、長さは1-2cmと植物体に比して小さい。葉は偽球茎の基部から2-3枚、偽球茎の先端には1枚の葉身を持つか、偽球茎先端に葉を欠く。葉は線形で長さ10-12cm、硬い革質。
開花期は春から夏。花茎は偽球茎の基部にある葉の内側から伸び出し、長さ30-50cmと植物体を大きく抜き出て先端はやや垂れる。花茎は先の方で分枝し、多数の花を着ける。花径は1.5-2cmで、萼片、側花弁は全て小さくて、側花弁がやや大きいものの唇弁よりはるかに小さくて目立たない。それらは互いに寄り添って筒状部となる。側萼片の基部は互いに融合して顎状になる。
唇弁は三裂するが、側裂片は目立たず、中裂片だけが大きくて先が大きく広がり、先端はくぼんでハート形。花色は変異があり白っぽいものから赤紫色まで、唇弁基部は黄色くて上面に小さな隆起が1対ある。
属名は「スミレに似る」の意で、種小名はタヌキモ属の属名からなり、「ミミカキグサまがいのスミレもどき」の意に取れる。

## 分布
フロリダ南部からメキシコ、パラグアイからブラジルに渡り、さらに西インド諸島、ガラパゴス諸島まで分布がある。標高1000mまでの、冬に乾燥する落葉樹林などに生育。群落をなすことが多い。

## 利用
洋ランとして栽培される。丈夫で栽培も容易とされる。属名の知名度は低いのでオンシジュームの名で販売されることもある。
また、オンシジュームとの属間雑種をイオノシジウム Ionocidium といい、ポップコーン'はるり'などは本種を交配親とするもので、花色がピンクから黄色に変色することで知られる。

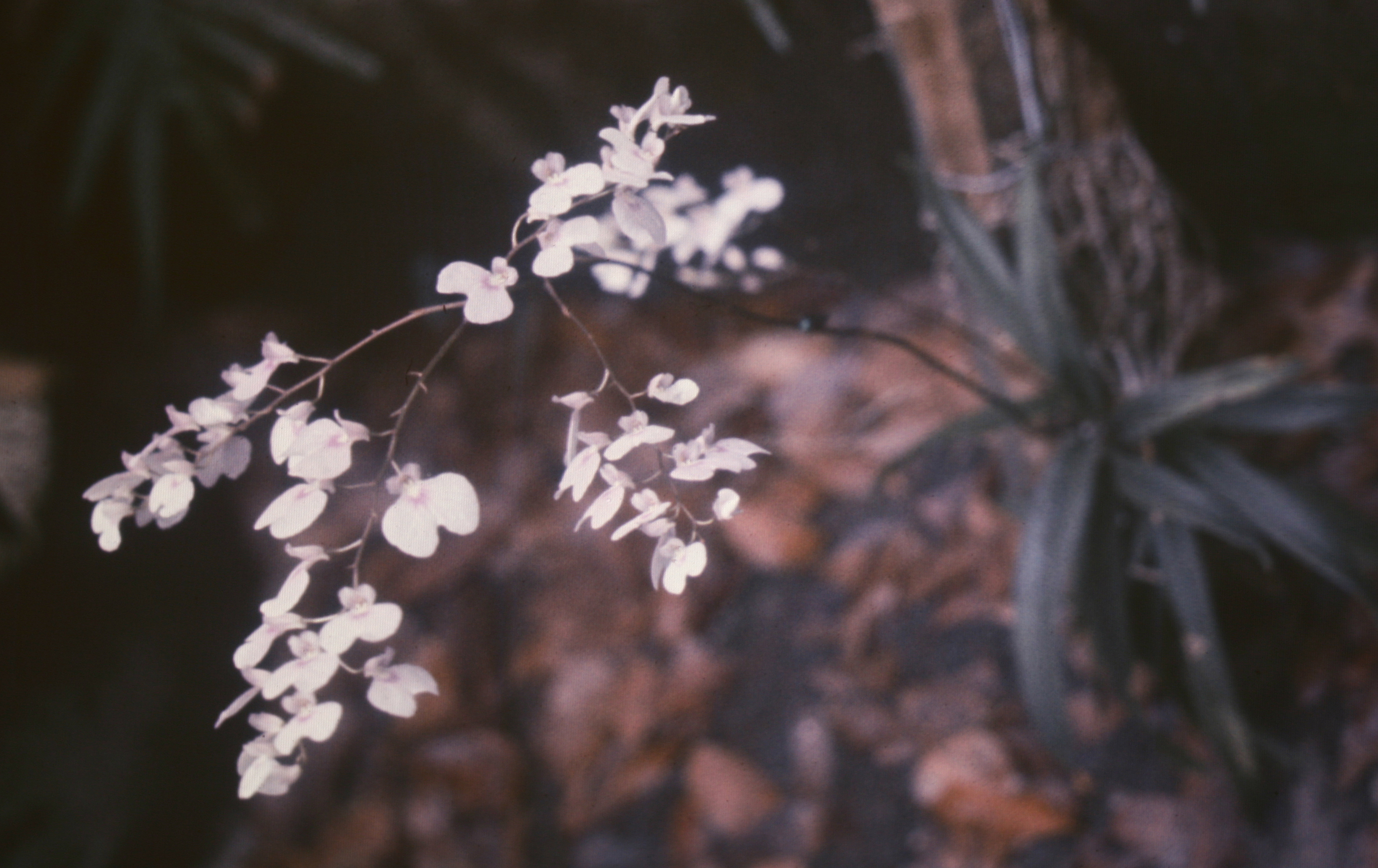
開花株
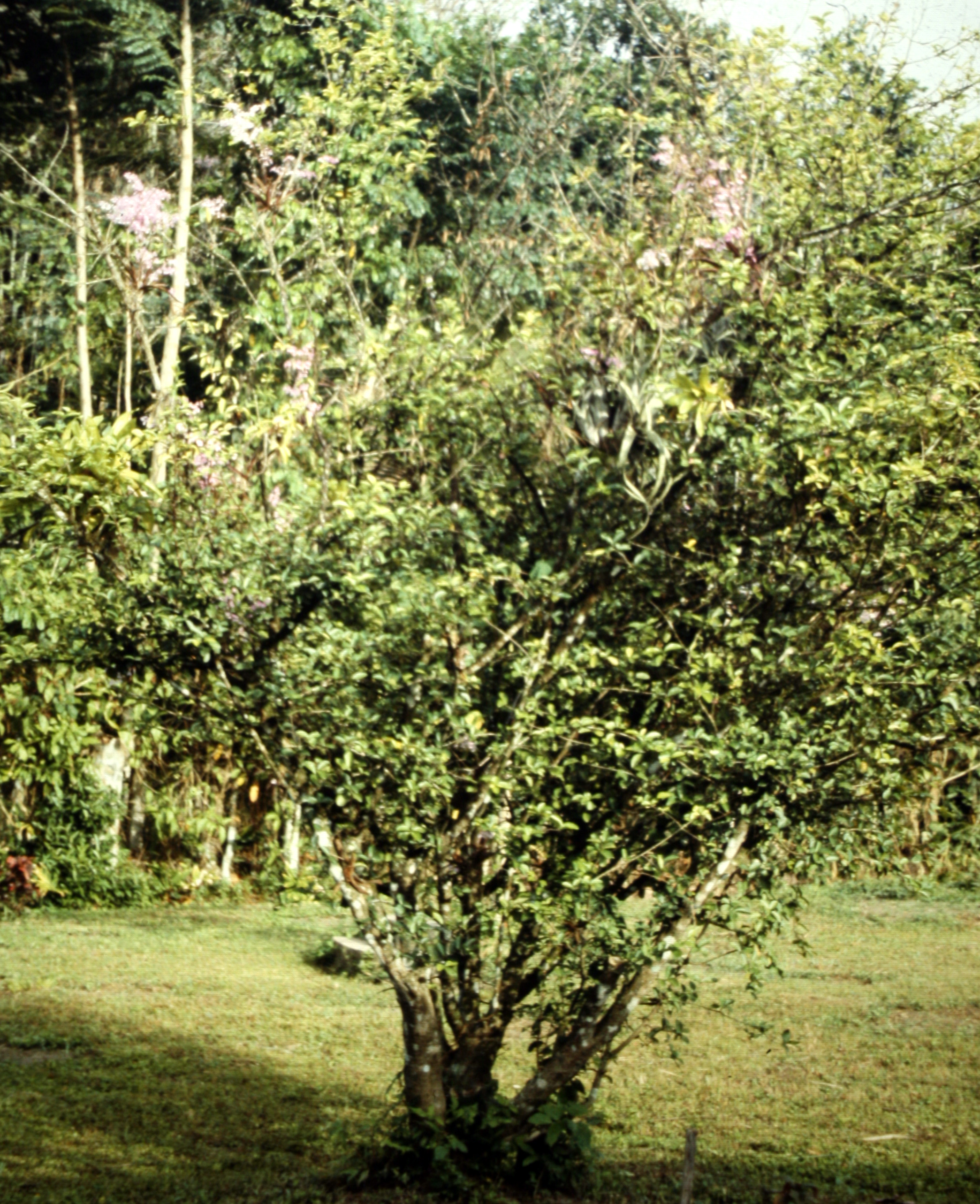
着生している樹木
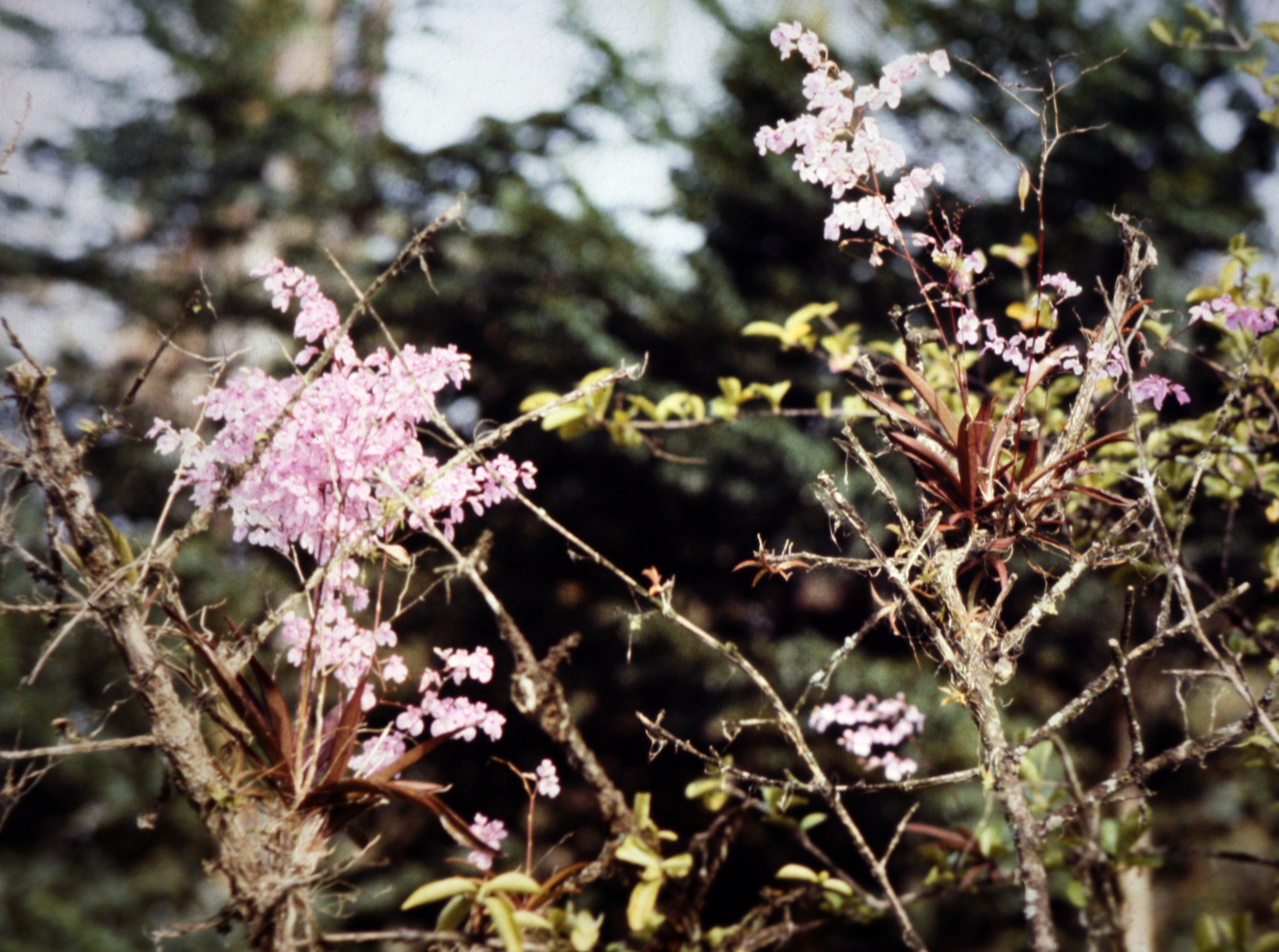
着生の様子
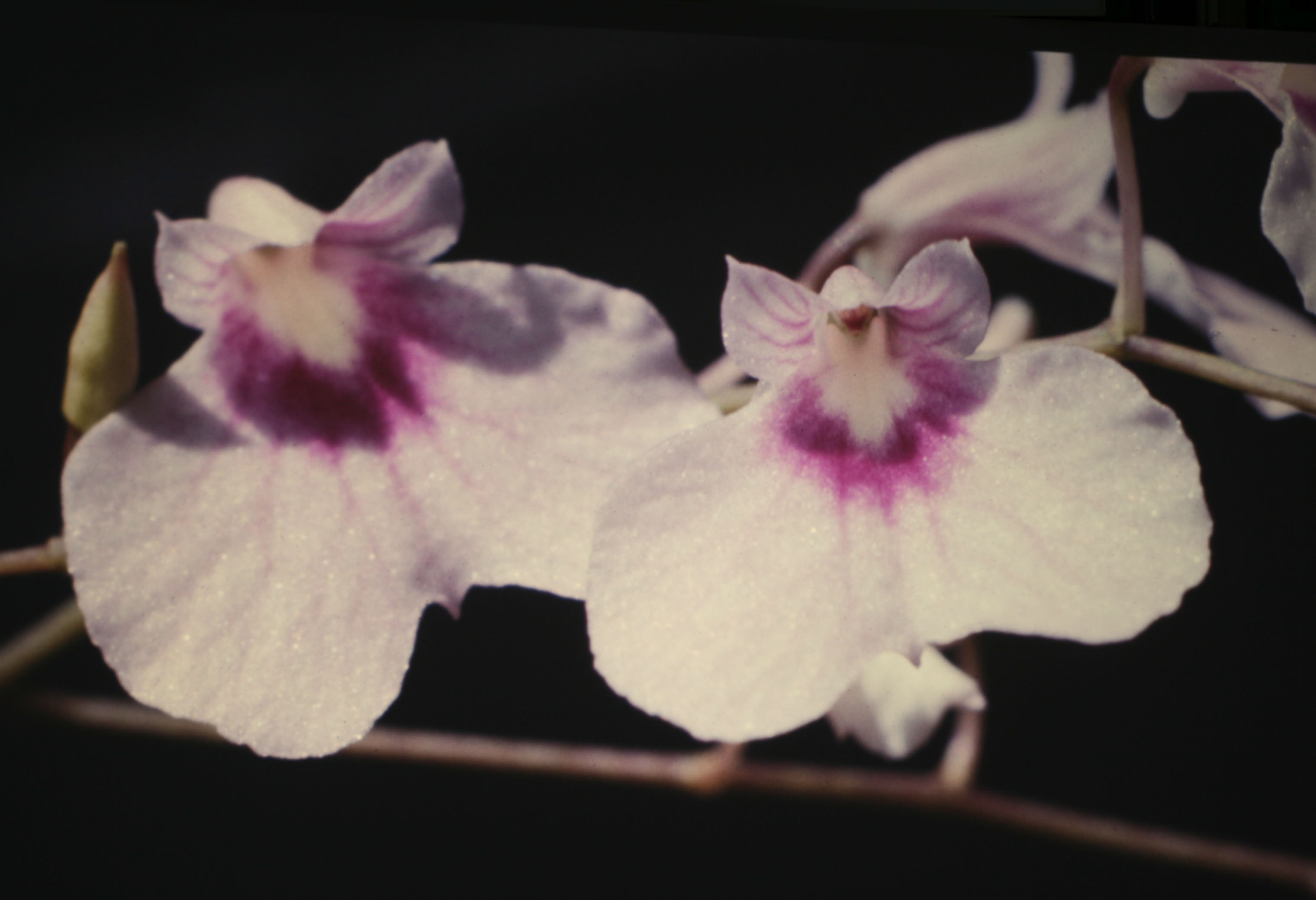
花の拡大